# Rabat-les-Trois-Seigneurs
Rabat-les-Trois-Seigneurs ist eine französische Gemeinde mit 368 Einwohnern (Stand 1. Januar 2022) im Département Ariège in der Region Okzitanien (bis 2015 Midi-Pyrénées). Sie gehört zum Arrondissement Foix und zum Gemeindeverband Pays de Tarascon. Die Bewohner werden Rabatols genannt.

## Geografie
Die Gemeinde Rabat-les-Trois-Seigneurs liegt in den Pyrenäen, 16 Kilometer südsüdwestlich von Foix und etwa 23 Kilometer nördlich der Grenze zu Andorra. Das fast 27 km² große Gemeindegebiet im Regionalen Naturpark Pyrénées Ariégeoises umfasst einen Teil des Einzugsgebietes des linken Ariège-Nebenflusses Courbière. Vom 590 m über dem Meer gelegenen Dorf Rabat im Nordosten reicht das Gemeindeareal acht Kilometer weit nach Westen und umfasst eine Hochgebirgskulisse mit einigen Bergseen und Gipfeln über 2000 m. Der höchste Punkt ist der für die Gemeinde namengebende Pic des Trois-Seigneurs mit (2199 m).
Weitere markante Berggipfel:
| - Pic de Crède 2193 m - Pic de Pioulou 2166 m - Pic de Peyroutet 2165 m - Cap des Gragnots 2105 m - Cap de la Dosse 1948 m | - Pic de Goulurs 1805 m - Cap de l’Escalot 1724 m - Roc de Trabinet 1663 m - Tourol 1269 m - Sommet du Mont 1196 m |  |  |

Im Schatten des 2165 m hohen Pic de Peyroutet liegen an der Baumgrenze auf über 1700 m die Bergseen Étang Bleu, Étang des Rives, Étang du Tirou und Étang Long.

Die vier Bergseen
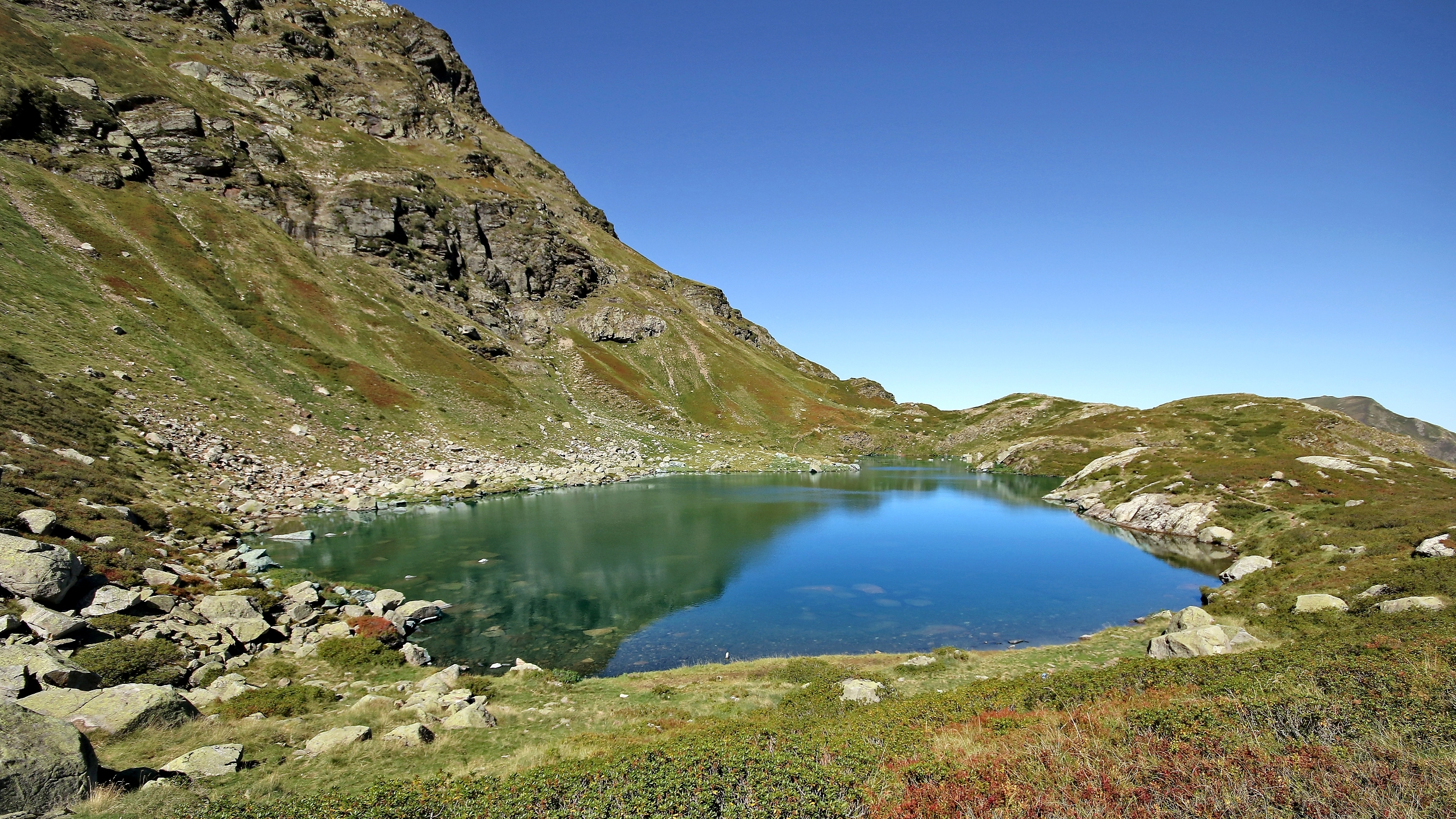
Étang Bleu
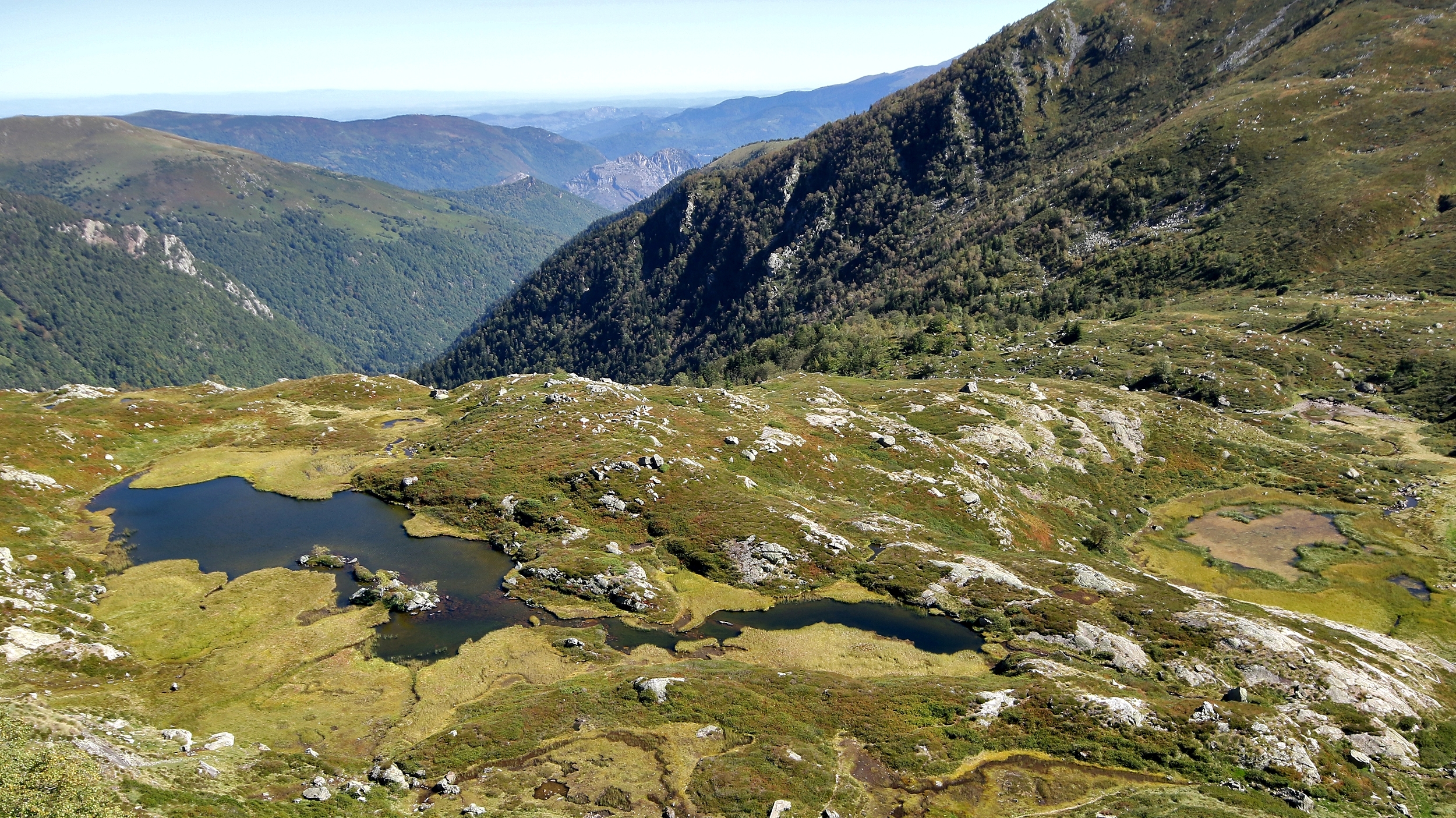
Étang des Rives
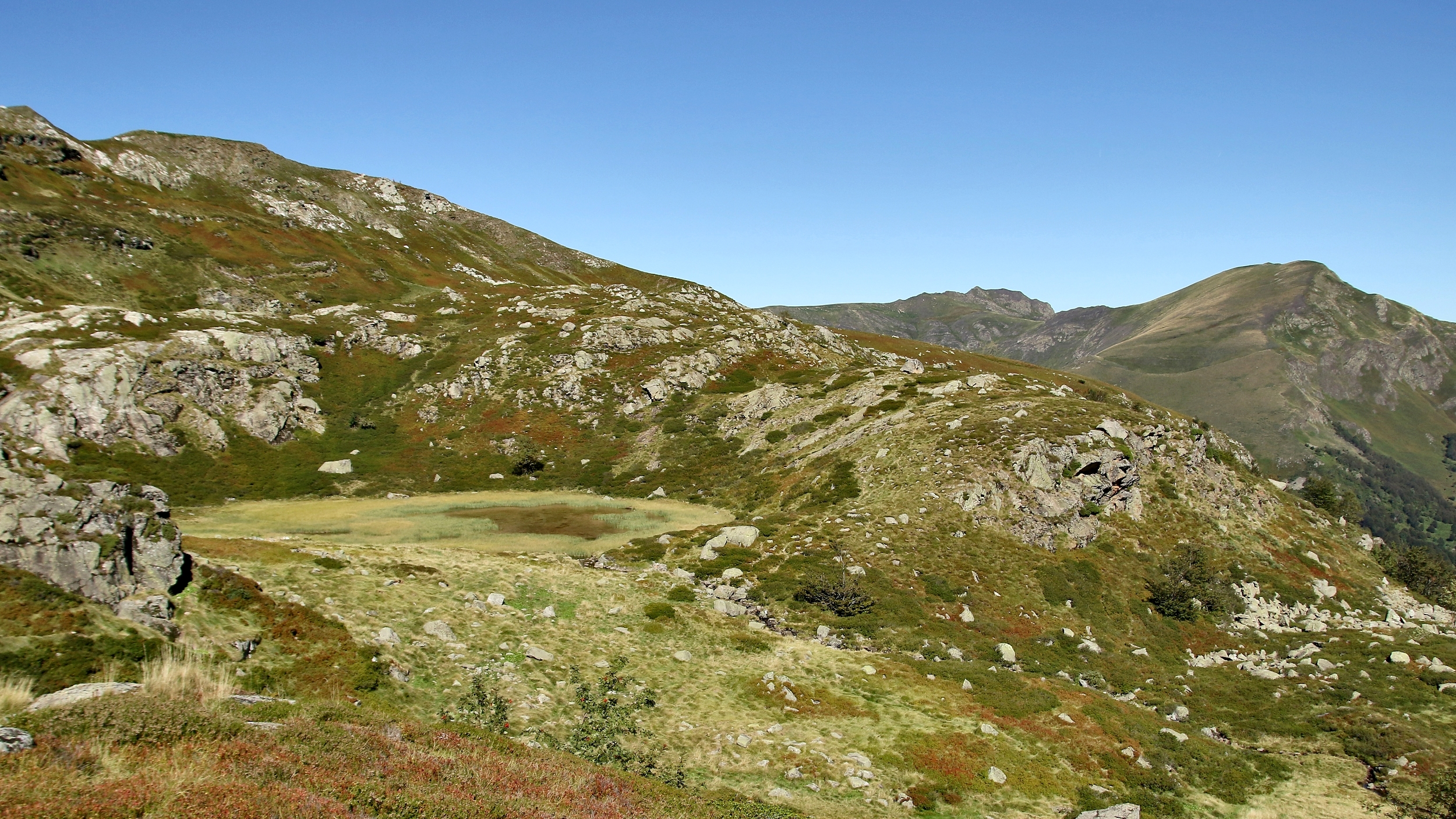
Étang du Tirou
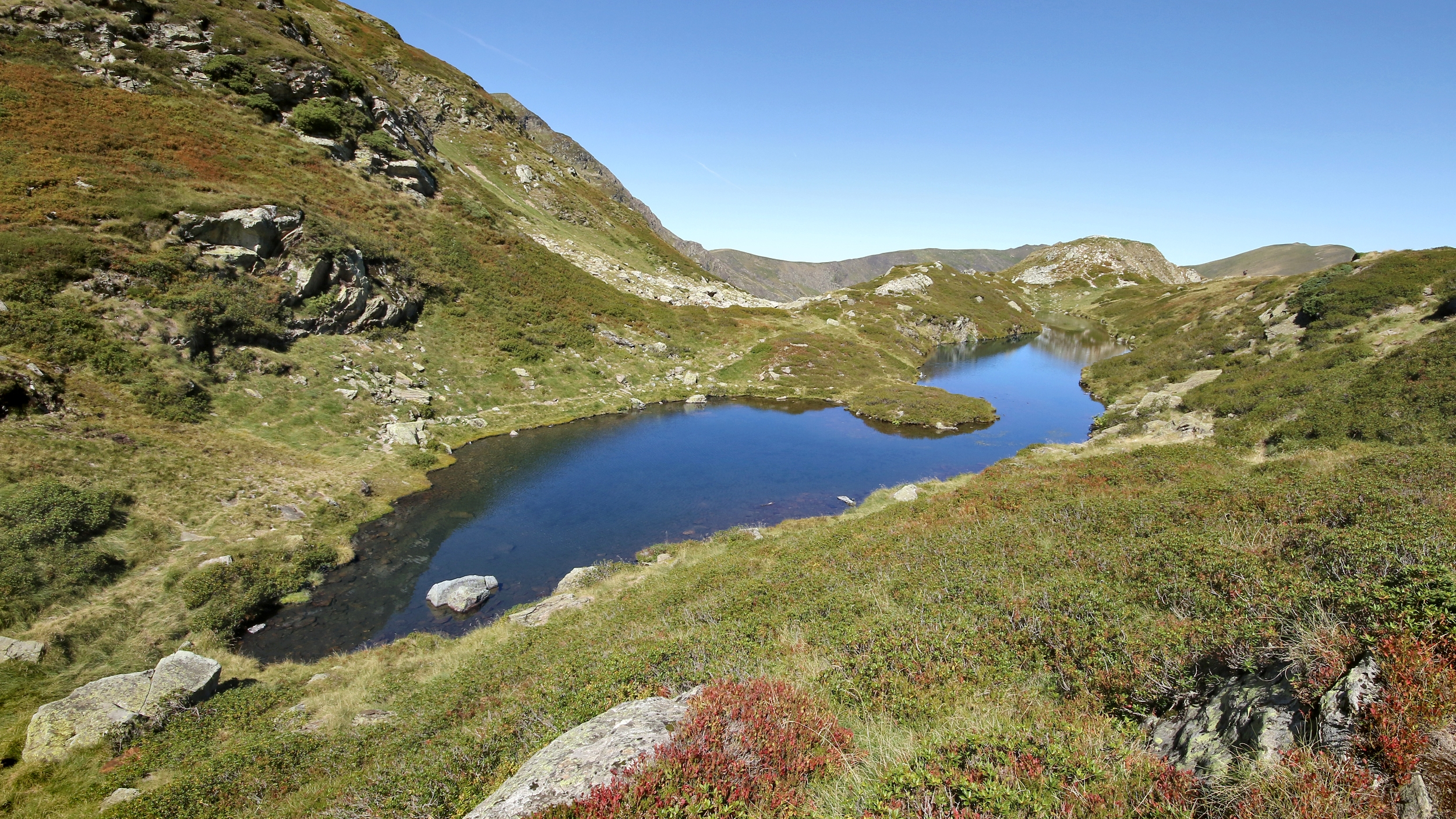
Étang Long

Rabat-les-Trois-Seigneurs grenzt an die Nachbargemeinden Saurat im Norden, Bédeilhac-et-Aynat und Surba im Nordosten, Tarascon-sur-Ariège im Osten, Génat im Südosten, Gourbit im Süden, Val-de-Sos im Südwesten, Le Port im Westen sowie Massat im Nordwesten.

## Bevölkerungsentwicklung
| Jahr      | 1962 | 1968 | 1975 | 1982 | 1990 | 1999 | 2006 | 2014 | 2022 |
| --------- | ---- | ---- | ---- | ---- | ---- | ---- | ---- | ---- | ---- |
| Einwohner | 308  | 260  | 287  | 311  | 298  | 264  | 281  | 352  | 368  |

Im Jahr 1851 wurde mit 1544 Bewohnern die bisher höchste Einwohnerzahl ermittelt. Die Zahlen basieren auf den Daten von annuaire-mairie.fr und INSEE.

## Sehenswürdigkeiten
- Kirche Notre-Dame-de-l’Assomption (Mariä Himmelfahrt) mit Ursprüngen aus dem 10. Jahrhundert mit reicher Innenausstattung, die als Monument historique ausgewiesen ist[3]
- Chapelle du couvent des Filles de la Charité de Saint-Vincent-de-Paul (Kapelle des Klosters der Töchter der Nächstenliebe von St. Vinzenz von Paul)
- Ruinen der Burg Miramont; die Burg in der Grafschaft Foix diente Katharern als Fluchtburg und wurde 1247 zerstört, siehe auch: Katharerburgen.
- Wasserfall Cascade du Resseccassini.ehess

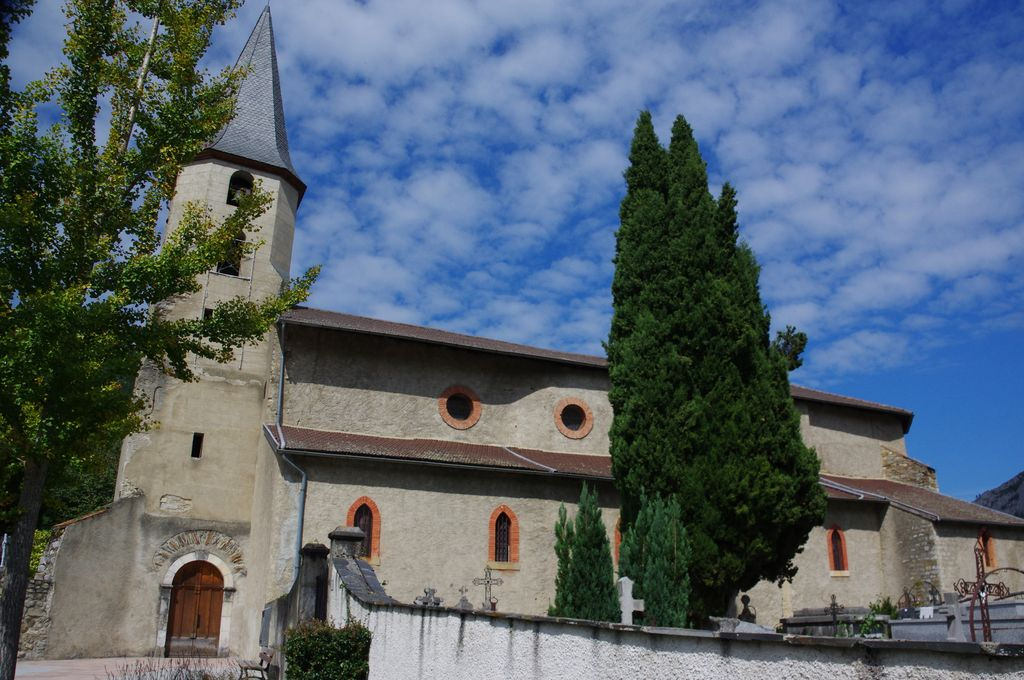
Kirche Notre-Dame-de-l’Assomption
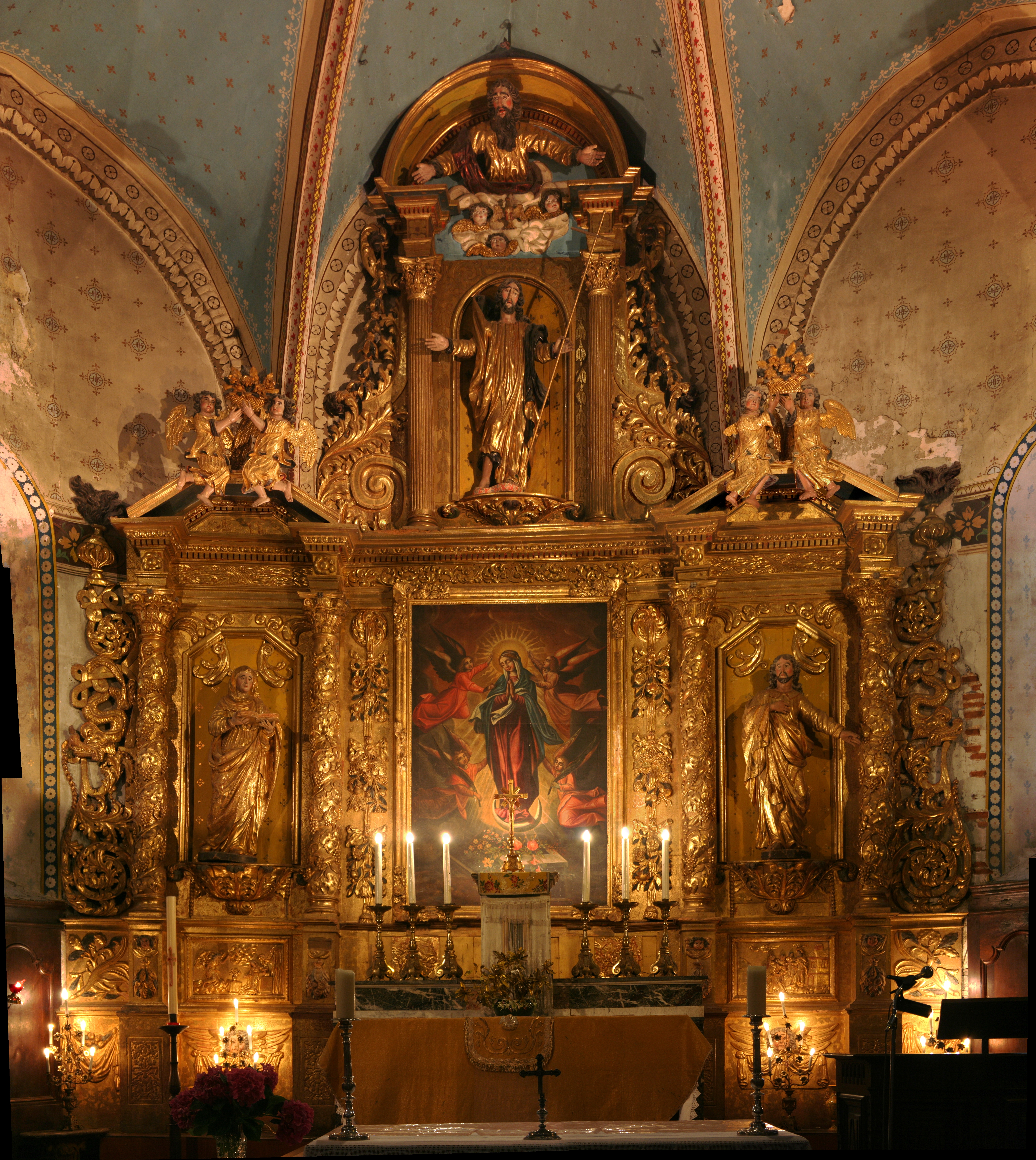
Altar der Kirche Notre-Dame-de-l’Assomption
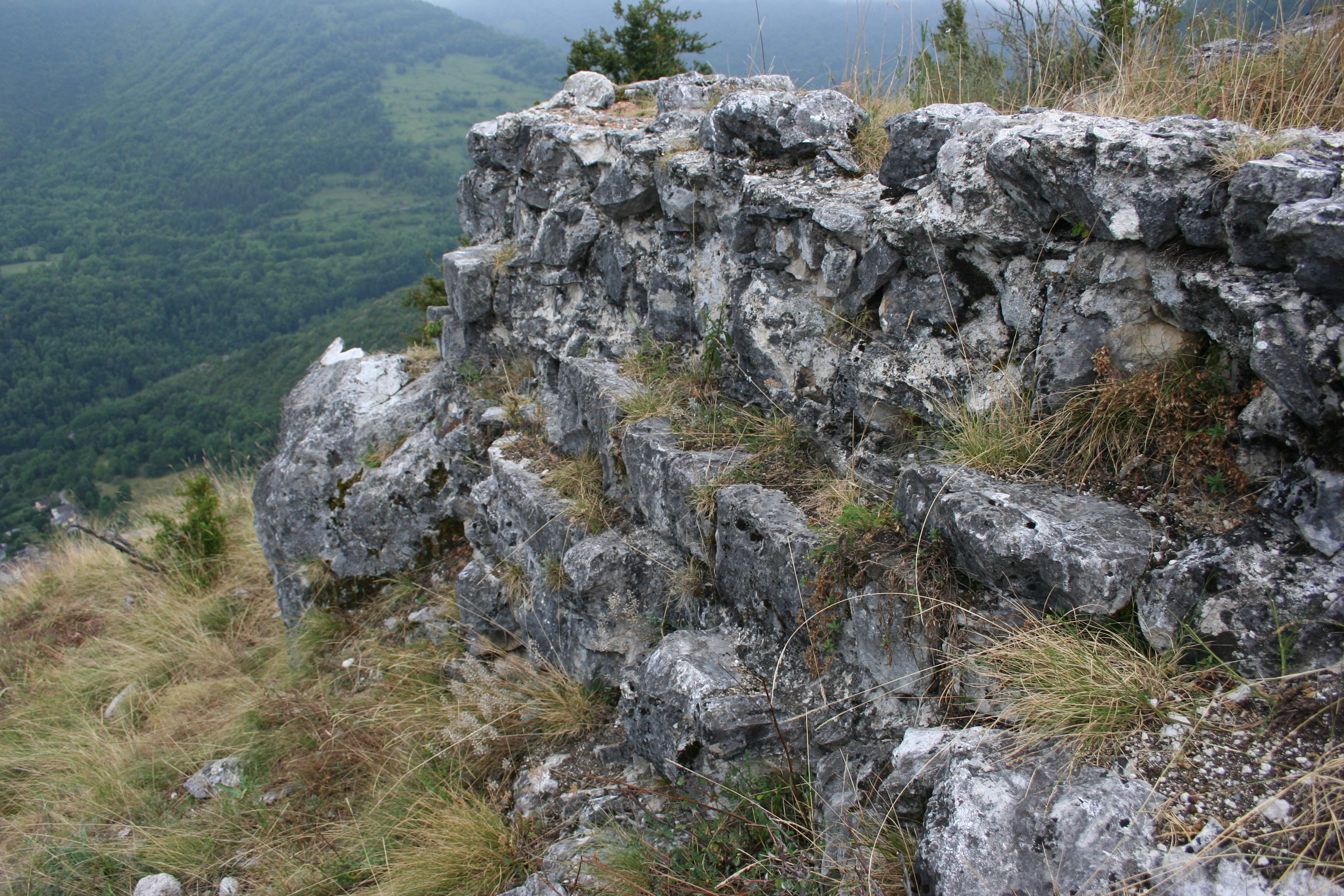
Ruinen der Burg Miramont
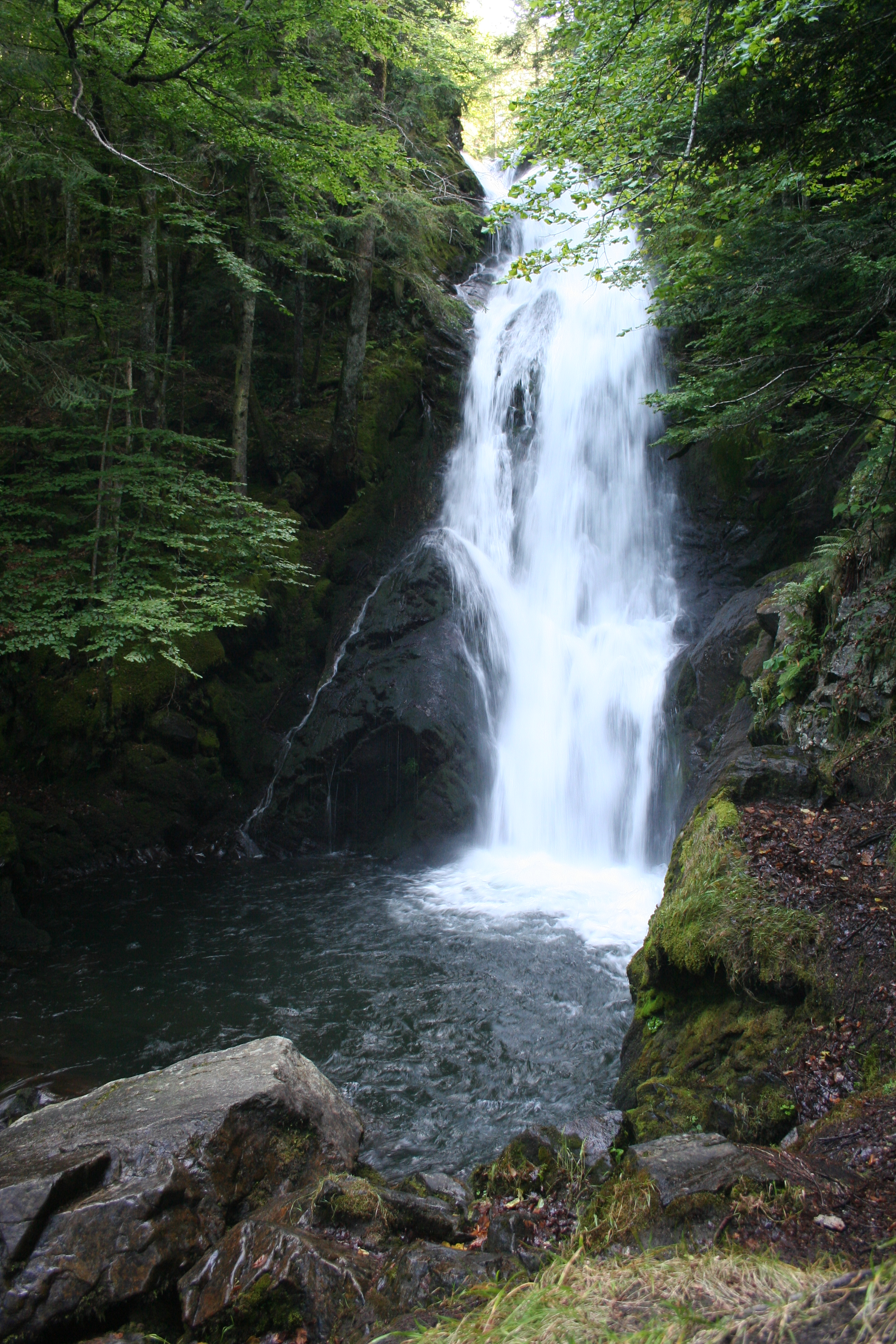
Wasserfall Cascade du Ressec

## Wirtschaft und Infrastruktur
In Rabat-les-Trois-Seigneurs sind zehn Landwirtschaftsbetriebe ansässig (Schaf-, Ziegen- und Rinderzucht, Futtermittelanbau, Imkerei).
Vier Kilometer östlich von Rabat-les-Trois-Seigneurs verläuft die Route nationale 20 (E 9) von Tarascon-sur-Ariège nach Puigcerdà in Katalonien; parallel dazu die Bahnstrecke Portet-Saint-Simon–Puigcerdà.

## Belege
1. ↑  Rabat-les-Trois-Seigneurs auf cassini.ehess.fr
2. ↑  Rabat-les-Trois-Seigneurs auf insee.fr
3. ↑  Eglise Notre-Dame-de-l’Assomption in der Base Mérimée des französischen Kulturministeriums (französisch)
4. ↑  Landwirtschaftsbetriebe auf annuaire-mairie.fr (französisch)